# سيد طالب (قرية)
قرية سيد طالب وهي قرية عراقية تقع في محافظة الديوانية وتتبع إداريا إلى قضاء الشنافية وتقع على الطريق الرابط بين مدينتي الديوانية والنجف ويسكن هذه القرية قرابة 5 إلاف نسمة أغلبهم من المزارعين.

## مصدر
1. ↑  أهم القرى الزراعية في محافظة الديوانية
2. ↑  موقع محافظة الديوانية - قرية سيد طالب

| مدن محافظة القادسية | مدن محافظة القادسية | علم العراق |
| الديوانية \| الشامية \| الحمزة \| عفك \| الصلاحية \| غماس \| المهناوية \| الشافعية \| السنية \| الدغارة \| الشنافية \| ال بدير\| سومر\| السدير \| نفر \| سيد طالب |                     |            |